# Alireza Mortazavi
Alireza Mortazavi (persiano: عليرضا مرتضوي; Isfahan, 17 settembre 1976) è un musicista e compositore iraniano, nonché maestro di santur.

## Biografia
A soli 7 anni i genitori lo aiutarono a intraprendere lo studio del Santur.
Alireza Mortazavi è considerato un musicista dotato di grande abilità nell'esecuzione delle opere della musica classica persiana e lo confermano i numerosi premi conferitigli fin dalla giovane età. Il contatto con la musica occidentale gli ha permesso di acquisire uno stile personale che si evolve verso una musica moderna e contemporanea.
Dal 2001 al 2003 ha studiato musicologia a Cremona, e ha iniziato la sua carriera concertistica in Europa. Ha partecipato a una trasmissione della radio TV Bayern e a numerosi festival tra i quali il festival Progetto jazz nel 2003 a Cremona (Italia), ed è stato invitato al Tanz&FolkFest di Rudolstadt (ora TFF Festival) in Germania dove è stato selezionato per la candidatura al premio Ruth.
Rientrato in Iran nel 2003, Alireza Mortazavi ha continuato la sua attività coltivando la sua arte in un circuito intellettuale di artisti con i quali ha condiviso il gusto per una tendenza artistica nuova, come testimoniano le sue interviste in riviste di cultura fra cui "Arte della musica" e il giornale "Shargh" (Oriente) dove l'artista parla delle sue esperienze da compositore.
In questi anni si dedica anche alla ricerca musicale e all'ideazione di un Santur-piano (si veda per esempio ), che gli permette di avere a disposizione tutte le note della scala cromatica occidentale e quindi una vasta gamma di soluzioni cromatiche e di suoni.
Nel 2007 Alireza Mortazavi è stato invitato in Germania per una serie di concerti con Mohammad Reza Mortazavi tra i quali il Total Music Meeting "festival della musica d'improvvisazione".
Nell'estate del 2012 è tornato a vivere in Italia, a Torino, dove da circa un anno è impegnato in un progetto di ricerca musicologica al Dams.
Vanta numerose apparizioni in Radio italiane e concerti sia in Italia sia in Germania, collaborazioni con musicisti di alto livello e direttori d'orchestra che considerano la sua opera di grande valore, come per esempio Markus Stockhausen, Franco Battiato e l'orchestra filarmonica di Arturo Toscanini di Parma, con cui si è esibito in diverse occasioni.

## Discografia
La casa discografica "Hermes Records" in Iran ha pubblicato due suoi album:
- "Gah o Bigah" (Now and Then) 2004, pubblicato anche in Germania con il nome di "Il fiore rosso“
- "Clouds" (2008), una selezione di composizioni di vari compositori fra cui Djivan Gasparian, musicista armeno del Duduk e Hossien Alizadeh, famoso interprete del Tar e del Setar.
- " Rinnovato mistero", uno dei brani in un album pubblicato dalla casa musicale Sonzogno con Lamberto Curtoni & Curtain's Strings Quintetto nel 2017.
- " Eternal Voyage" con Markus Stockhausen e altri musicisti , pubblicato da Sony/Okeh pubblicato nel 2018.
- "Hamdelaneh, intimate Dialogues" duetto con Markus Stockhausen pubblicato dalla casa discografica Dark Companion records in Italia nel 2019.
- "Free spirits", trio con Markus Stockhausen e Lino Capra Vaccina pubblicato da Dark Companion records nel 2022.
- "La fille du Soleil" con Annie Barbazza pubblicato da Dark Companion records nel 2025.

## Premi
1994 e 1998: premio come miglior musicista di Santur al festival Fajr di Tehran e di Esfahan in Iran.
1994: diploma d'onore come miglior musicista solista al festival nazionale di Mashhad.
2013: premio Talento assegnato dall'Associazione Culturale Ca dj'Amis in La Morra (CN), solitamente concesso solo a musicisti che hanno una formazione classica occidentale.

## Stile musicale
La musica di Alireza Mortazavi si può definire "musica minimalista", è un tipo di musica che rinuncia agli effetti compositivi troppo semplici, alle metafore e al relativismo radicato di stili musicali più comuni. L'originalità di Alireza Mortazavi nell'esecuzione delle sue opere col santur è legata 
anche alla sua abilità di riuscire a suonare in posizioni inusuali, con tecniche innovative e l'uso di effetti speciali.